# Novopokróvskaia
Novopokróvskaia - Новопокровская (rus) és una stanitsa del krai de Krasnodar, a Rússia. Es troba a la plana de Kuban-Azov, al peu del Caucas, a la vora del riu Korsun, un dels constituents del riu Ieia. És a 165 km al nord-est de Krasnodar.
Pertanyen a aquesta stanitsa els possiolki de Gorki, Lesnítxestvo i el khútor de Ieia.

## Història
Fou fundada l'1 de setembre de 1827 per colons de les gubèrnies de Vorónej, Kursk i Khàrkiv amb el nom original de Novo-Pokróvskoie, Karassun. El 1848 la vila obtingué l'estatus de stanitsa.
A començaments del segle XX tenia 9.136 habitants, dues esglésies i dues escoles, entre altres instal·lacions. Fins al 1920 pertanyia a l'otdel de Kavkàzskaia de la província de Kuban. El 1924 fou designada centre administratiu del raion homònim.
| 1897  | 1959   | 1970   | 1979   | 1989   | 2002   | 2010   |
| ----- | ------ | ------ | ------ | ------ | ------ | ------ |
| 9 136 | 11 361 | 15 447 | 17 333 | 18 643 | 19 095 | 19 684 |